# Heminodus philippinus
Heminodus philippinus és una espècie de peix pertanyent a la família dels peristèdids.

## Hàbitat
És un peix marí i batidemersal que viu entre 200 i 500 m de fondària.

## Distribució geogràfica
Es troba al Pacífic occidental central: les illes Filipines.

## Observacions
És inofensiu per als humans.